# Muraszemenye
Muraszemenye ist eine ungarische Gemeinde im Kreis Letenye im Komitat Zala.

## Geografische Lage
Muraszemenye liegt an toten Armen des Flusses Mura, ein Kilometer nördlich der Grenze zu Kroatien und ein Kilometer östlich der slowenischen Grenze. Nachbargemeinden sind Csörnyeföld, Kerkaszentkirály, Szentmargitfalva und Murarátka.

## Geschichte
Die heutige Gemeinde Muraszemenye entstand 1938 durch den Zusammenschluss der Orte Alsószemenye, Csernec und Felsőszemenye.

## Sehenswürdigkeiten
- Kiessee (kavicsbányató)
- Römisch-katholische Kapelle Szent István im Ortsteil Alsószemenye, erbaut 1903
- Römisch-katholische Kapelle Szűz Mária im Ortsteil Csernec
- Römisch-katholische Kirche Szent Bertalan im Ortsteil Felsőszemenye, erbaut 1741–1750 (Barock), die Orgel wurde 1904 erbaut
- Szent-István-Statue (Szent István-szobor) aus Holz geschnitzt, im Park im Ortsteil Felsőszemenye
- Weltkriegsdenkmal (I-II. világháborús emlékmű)

## Verkehr
Durch Muraszemenye führt die Nebenstraße Nr. 75149, östlich der Gemeinde verläuft die Autobahn M70. Der nächstgelegene Bahnhof Csömödér-Páka befindet sich 19 Kilometer nördlich der Gemeinde.

## Bilder

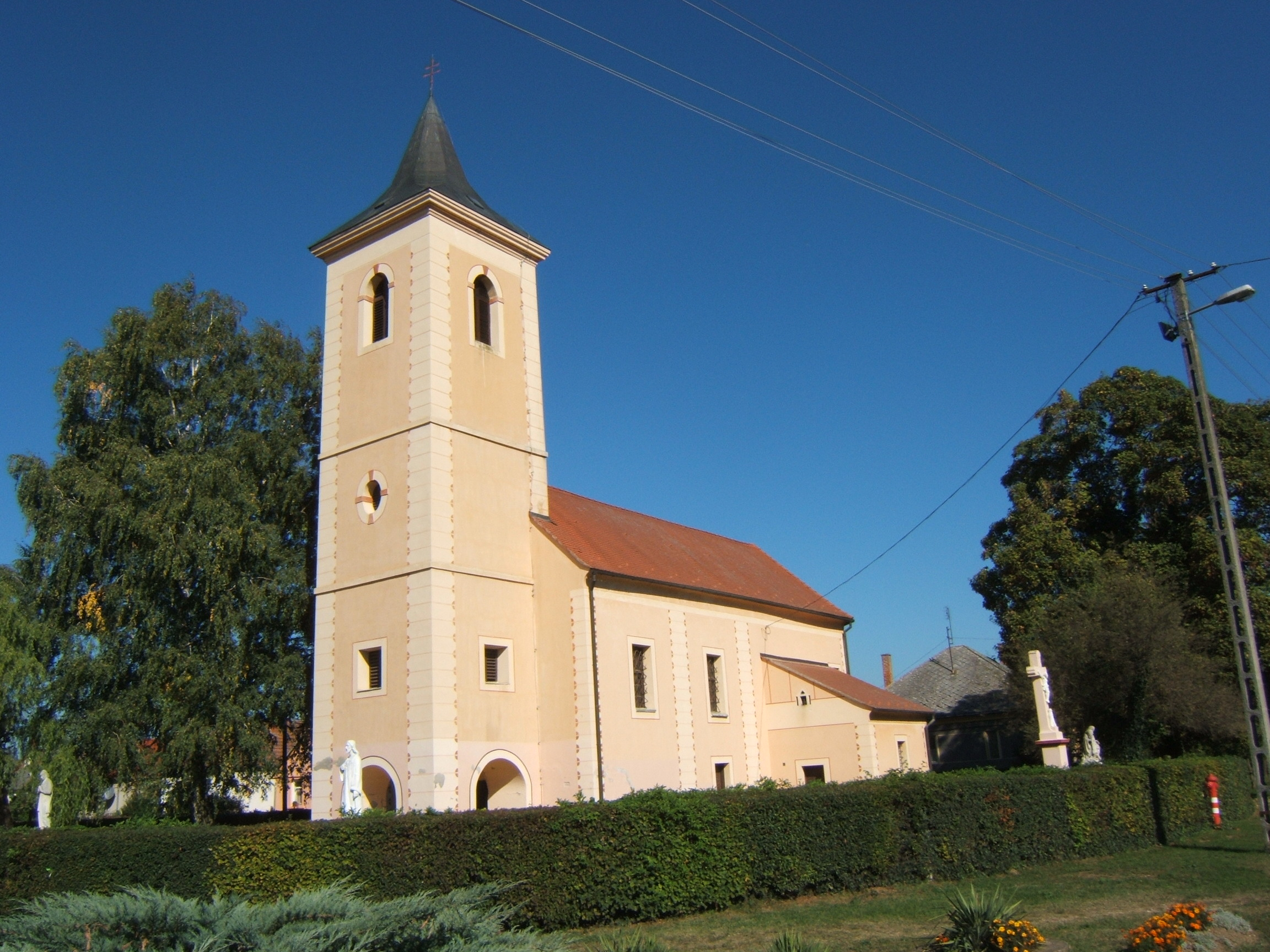
Röm.-kath. Kirche Szent Bertalan
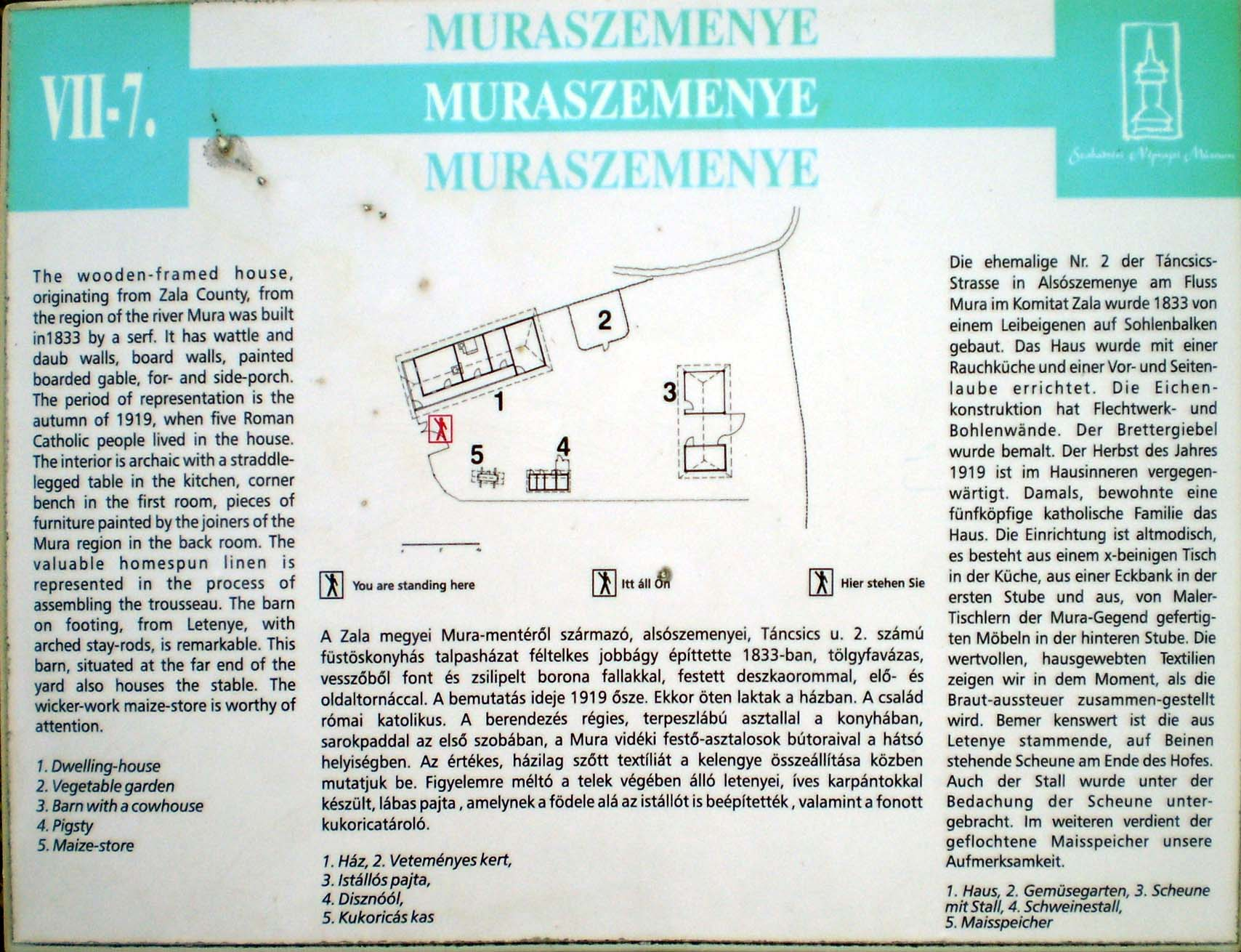
Plan eines traditionellen Bauernhofes
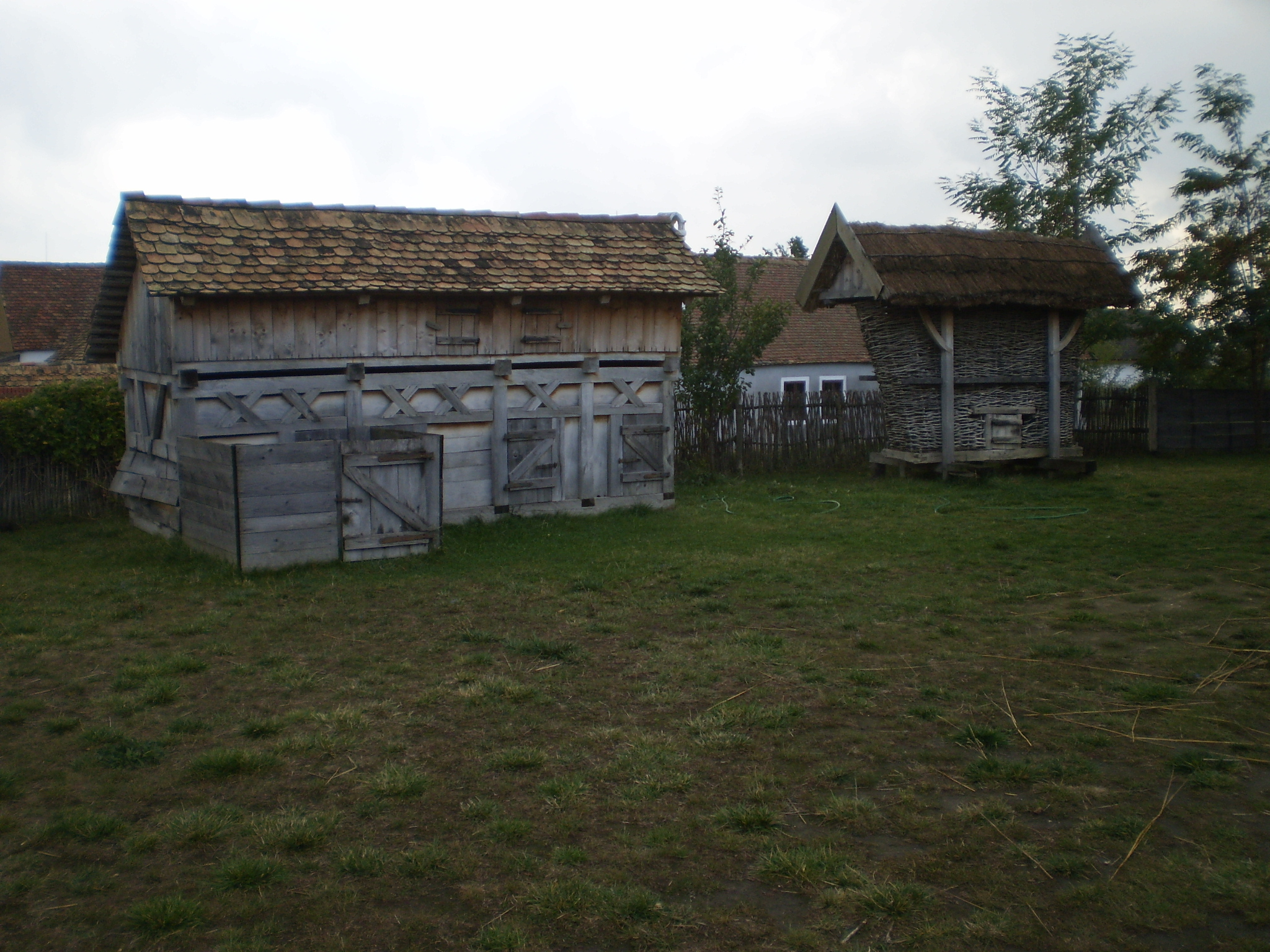
Schweinestall und geflochtener Maispeicher (rechts)